# 海港岛 (西雅图)

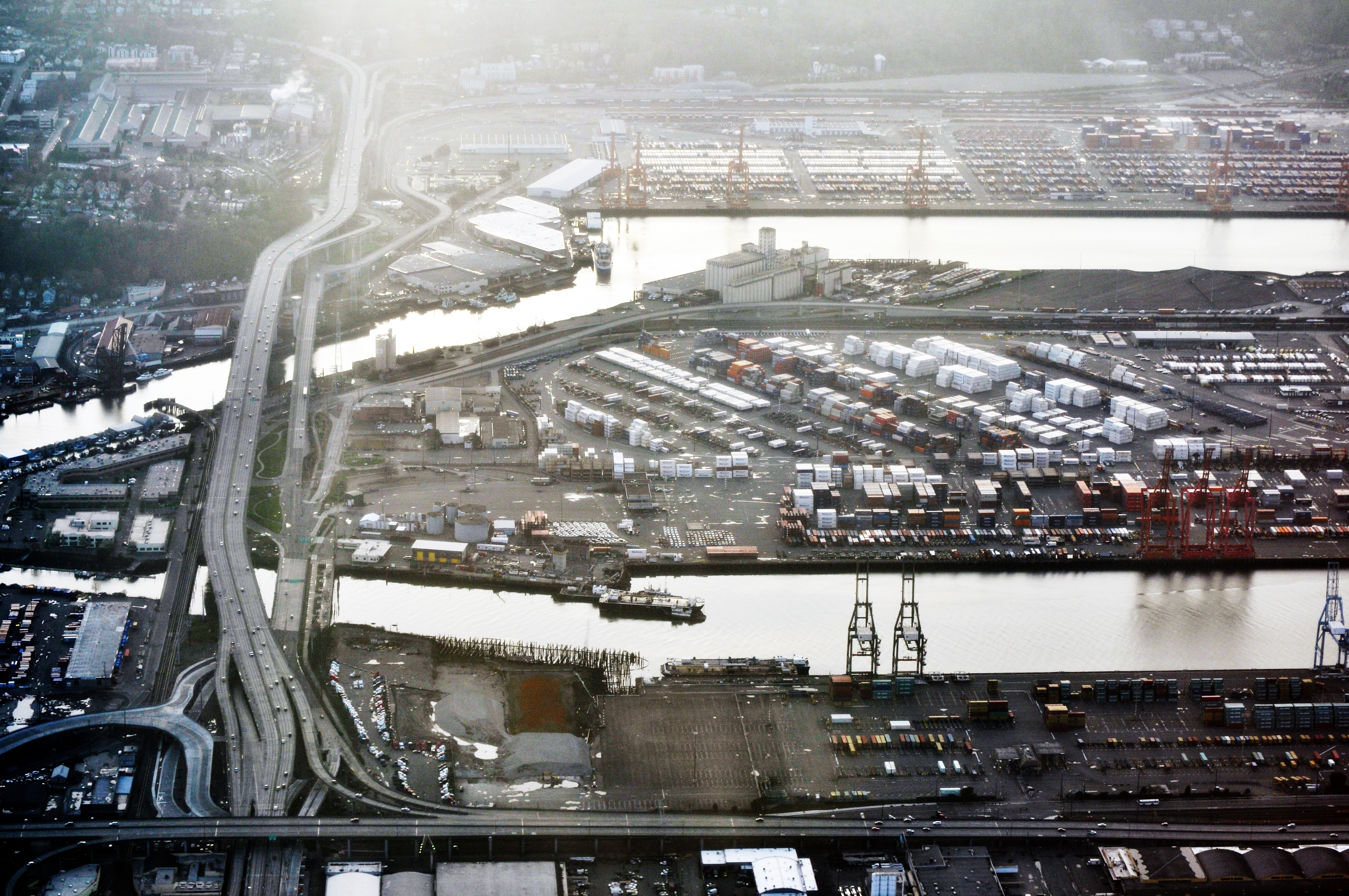
从空中自东向西拍摄的海港岛照片。图片左侧大型公路高架桥为西西雅图大桥.

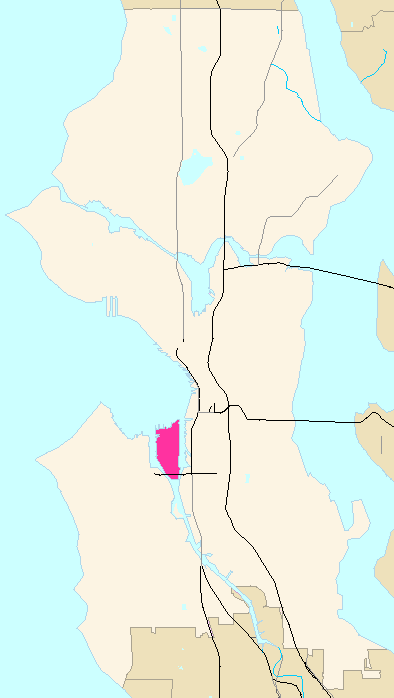
图中粉色区域即为海港岛

海港岛（英语：Harbor Island，中文又译：哈伯岛）是一座人工岛，位于美国华盛顿州西雅图杜瓦米什河流入埃利奥特湾的入海口。1909年完成一期填海工程，当时的建造商为普吉特海湾桥梁和挖掘公司。建成初期陆地面积350英亩（1.4千米2），当时是全球最大的人工岛。 1912年起开始用于工商业活动，包括铅二次冶炼、船舶修造、大宗石油储存、金属加工、货柜码头、实验室等。
1938年，海港岛失去了全球最大人工岛的称号，取而代之的则是位于美国旧金山的金银岛，当时的金银岛陆地面积为395英亩（1.60千米2）。1967年，海港岛重夺全球最大人工岛的宝座，这时陆地面积增至397英亩（1.61 km2），之后陆地面积仍有增加。2004年，日本兵库县神户市的六甲人工岛陆地面积达到了海港岛的约3.5倍。 美国普查局2000年時的數據中，海港島陸地面積為406.91英畝（164.67公頃），岛上常住人口为3人。
西西雅图大桥横贯海港岛南部。新斯波坎街大桥跨西水道（West Waterway）与海港岛相通，与西西雅图大桥平行，采用旋转桥桥型。东水道（East Waterway）沿岸为高出潮位几英尺的堤道，由桩基支撑。
維格工業在岛上设有占地面积27英亩（10.9公顷）的船厂。西雅图港的部分港区亦在海港岛。